# Hrast pri Jugorju
Hrast pri Jugorju je naselje v Občini Metlika.